# Daniel Geissler
Daniel Geissler (* 30. April 1994 in Feldbach) ist ein österreichischer Fußballspieler.

## Karriere
Geissler begann seine Karriere beim SK Sturm Graz. 2009 wechselte er in die Niederlande zum SC Heerenveen. Bei Heerenveen spielte er zwischen 2012 und 2014 auch für die Zweitmannschaft. Im Jänner 2014 wechselte er nach Deutschland zu den Amateuren des FC Schalke 04. Für Schalke II absolvierte er zwischen 2014 und 2016 sechs Spiele in der Regionalliga West.
Zur Saison 2016/17 wechselte er zurück nach Österreich zum Zweitligisten Kapfenberger SV. Sein Debüt in der zweiten Liga gab er am dritten Spieltag der Saison 2016/17 gegen den SV Horn, als er in Minute 76 für Maximilian Ritscher eingewechselt wurde.
Zur Saison 2018/19 wechselte er zum Bundesligisten TSV Hartberg. Ohne Einsatz für Hartberg wurde er im Februar 2019 an den Regionalligisten Grazer AK verliehen. Mit dem GAK stieg er zu Saisonende in die 2. Liga auf. Nach dem Ende der Leihe kehrte er zu Hartberg zurück, wo er jedoch fortan für die Amateure in der fünfthöchsten Spielklasse zum Einsatz kommen sollte. Zur Saison 2020/21 schloss er sich dem viertklassigen USV Mettersdorf an.